# Lew Wladimirowitsch Schtscherba
Lew Wladimirowitsch Schtscherba (russisch Лев Владимирович Щерба, wiss. Transliteration Lev Vladimirovič Ščerba; * 20. Februarjul. / 3. März 1880greg. in Sankt Petersburg; † 26. Dezember 1944 in Moskau) war ein russisch-sowjetischer Sprachwissenschaftler, der sich als Slawist einen Namen machte.
Schtscherba studierte an der Universität Sankt Petersburg. 1903 schloss er sein Studium ab. Sein Universitätsprofessor Jan Baudouin de Courtenay schlug ihm vor, die Beeinflussung einer Sprache durch eine andere zu erforschen und empfahl ihm dafür die sorbischen Dialekte als Untersuchungsobjekte. Von Arnošt Muka wurde er auf den Muskauer Dialekt hingewiesen, woraufhin er im Sommer 1907 in die Lausitz reiste und südlich von Muskau in Weißkeißel ein Quartier bezog. Seine Ergebnisse legte er mit einiger Verspätung 1915 in seiner Dissertation unter dem Titel «Восточнолужицкое нарѣчіе» (Vostočnolužickoe narěčīe: „Der ostniedersorbische Dialekt“) vor. Dadurch wurde erstmals ein slawischer Dialekt systematisch beschrieben.
Von 1916 bis 1941 war er Professor an der Universität in Petrograd (später Leningrad). 1924 wurde er korrespondierendes und 1943 Vollmitglied der Akademie der Wissenschaften der UdSSR.